# Чейз (Аляска)
Чейз (англ. Chase) — переписна місцевість (CDP) в США, в окрузі Матануска-Сусітна штату Аляска. Населення — 19 осіб (2020).

## Географія
Чейз розташований за координатами 62°25′6″ пн. ш. 149°56′9″ зх. д. / 62.41833° пн. ш. 149.93583° зх. д. (62.418343, -149.935892).  За даними Бюро перепису населення США в 2010 році переписна місцевість мала площу 438,91 км², з яких 437,29 км² — суходіл та 1,62 км² — водойми.

## Демографія
Згідно з переписом 2010 року, у переписній місцевості мешкали 34 особи в 18 домогосподарствах у складі 10 родин. Густота населення становила 0 осіб/км².  Було 209 помешкань (0/км²).
Расовий склад населення:
| - 100,0 % — білих |

До двох чи більше рас належало 0,0 %. Частка іспаномовних становила 0,0 % від усіх жителів.
За віковим діапазоном населення розподілялося таким чином: 5,9 % — особи молодші 18 років, 88,2 % — особи у віці 18—64 років, 5,9 % — особи у віці 65 років та старші. Медіана віку мешканця становила 52,0 року. На 100 осіб жіночої статі у переписній місцевості припадало 183,3 чоловіків;  на 100 жінок у віці від 18 років та старших — 190,9 чоловіків також старших 18 років.
Цивільне працевлаштоване населення становило 8 осіб. Основні галузі зайнятості: мистецтво, розваги та відпочинок — 100,0 %.